# Mount Sir Francis Drake
Mount Sir Francis Drake är ett berg i Kanada.   Det ligger i Strathcona Regional District och provinsen British Columbia, i den sydvästra delen av landet, 3 600 km väster om huvudstaden Ottawa. Toppen på Mount Sir Francis Drake är 2 647 meter över havet.
Terrängen runt Mount Sir Francis Drake är huvudsakligen mycket bergig.Trakten runt Mount Sir Francis Drake är nära nog obefolkad, med mindre än två invånare per kvadratkilometer.. Det finns inga samhällen i närheten. 
Trakten runt Mount Sir Francis Drake är permanent täckt av is och snö.